# Dina (norwegische Sängerin)
Dina (* 1. August 1985; eigentlich Caroline Dina Kongerud) ist eine norwegische Pop-Sängerin.

## Karriere
Dina war Vierte bei der Miss-Norway-Wahl 2003, wenige Monate bevor sie ihre erste Single veröffentlichte.
In den 2000ern hat sie fünf erfolgreiche Singles herausgebracht, alle auf Norwegisch Bli hos meg (Bleib bei mir), For evig min (Für immer mein) und Besatt (Ergriffen) im Jahr 2003. Bli hos meg war für mehrere Wochen die Nummer 1 der norwegischen Charts. Ihr  Debütalbum Dina erschien im November 2003. 2005 brachte sie Hvis (Wenn) und En sommernatts drøm (Ein Sommernachtstraum) heraus.
2007 und 2016 erschienen noch einmal neue Versionen von Bli hos meg, die Rückkehr in die Charts gelang ihr aber nicht mehr.

## Diskografie

### Alben
| Jahr | Titel | Höchstplatzierung, Gesamtwochen, AuszeichnungChartsChartplatzierungen (Jahr, Titel, Platzierungen, Wochen, Auszeichnungen, Anmerkungen) | Anmerkungen |
| Jahr | Titel | NO | Anmerkungen |
| ---- | ----- | --- | ----------- |
| 2003 | Dina  | NO18 (5 Wo.)NO |             |

### Singles
| Jahr | Titel Album       | Höchstplatzierung, Gesamtwochen, AuszeichnungChartsChartplatzierungen (Jahr, Titel, Album, Platzierungen, Wochen, Auszeichnungen, Anmerkungen) | Anmerkungen |
| Jahr | Titel Album       | NO | Anmerkungen |
| ---- | ----------------- | --- | ----------- |
| 2003 | Bli hos meg Dina  | NO1 (21 Wo.)NO |             |
| 2003 | For evig din Dina | NO4 (9 Wo.)NO |             |
| 2005 | Hvis              | NO5 (13 Wo.)NO |             |
| 2005 | Sommernattsdrøm   | NO17 (4 Wo.)NO |             |